# اروین لنک
اروین لنک (آلمانی: Erwin Lanc; ۱۷ مهٔ ۱۹۳۰ – ۲۹ مارس ۲۰۲۵) سیاست‌مدار اهل اتریش بود. وی از ۲۴ مه ۱۹۸۳ تا ۱۰ سپتامبر ۱۹۸۴ وزیر امور خارجه این کشور بود.
اروین لنک در ۲۹ مارس ۲۰۲۵، در سن ۹۴ سالگی درگذشت.